# Museo de Pontevedra

Logo des Museo de Pontevedra

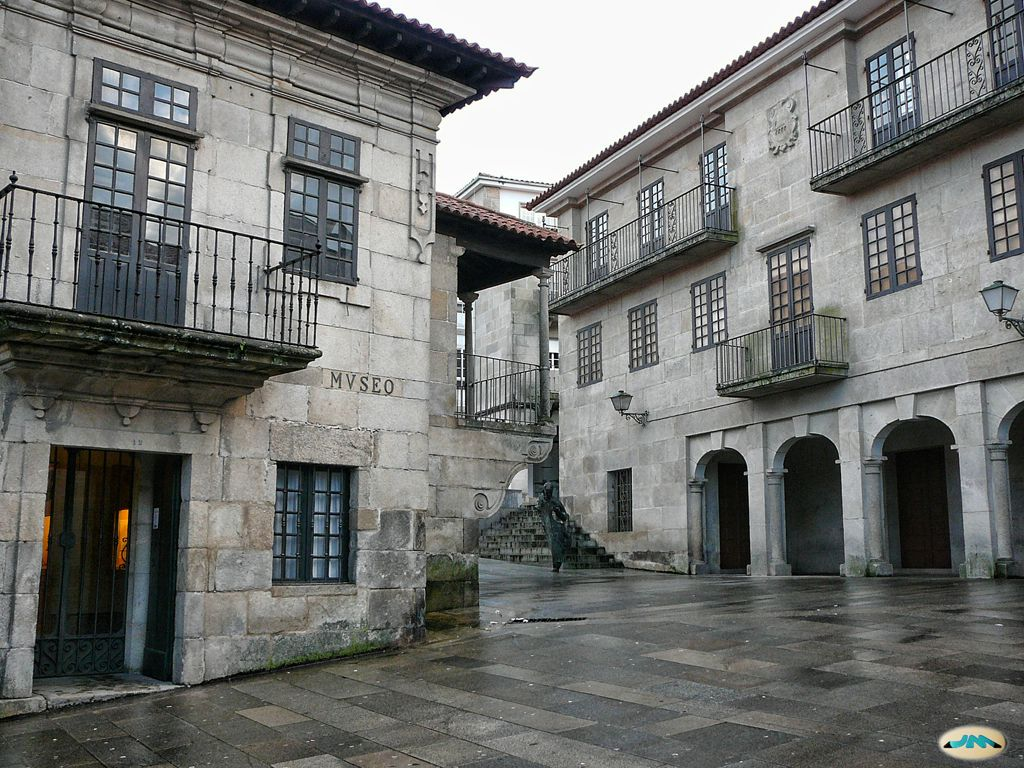
Zwei Gebäude des Museums

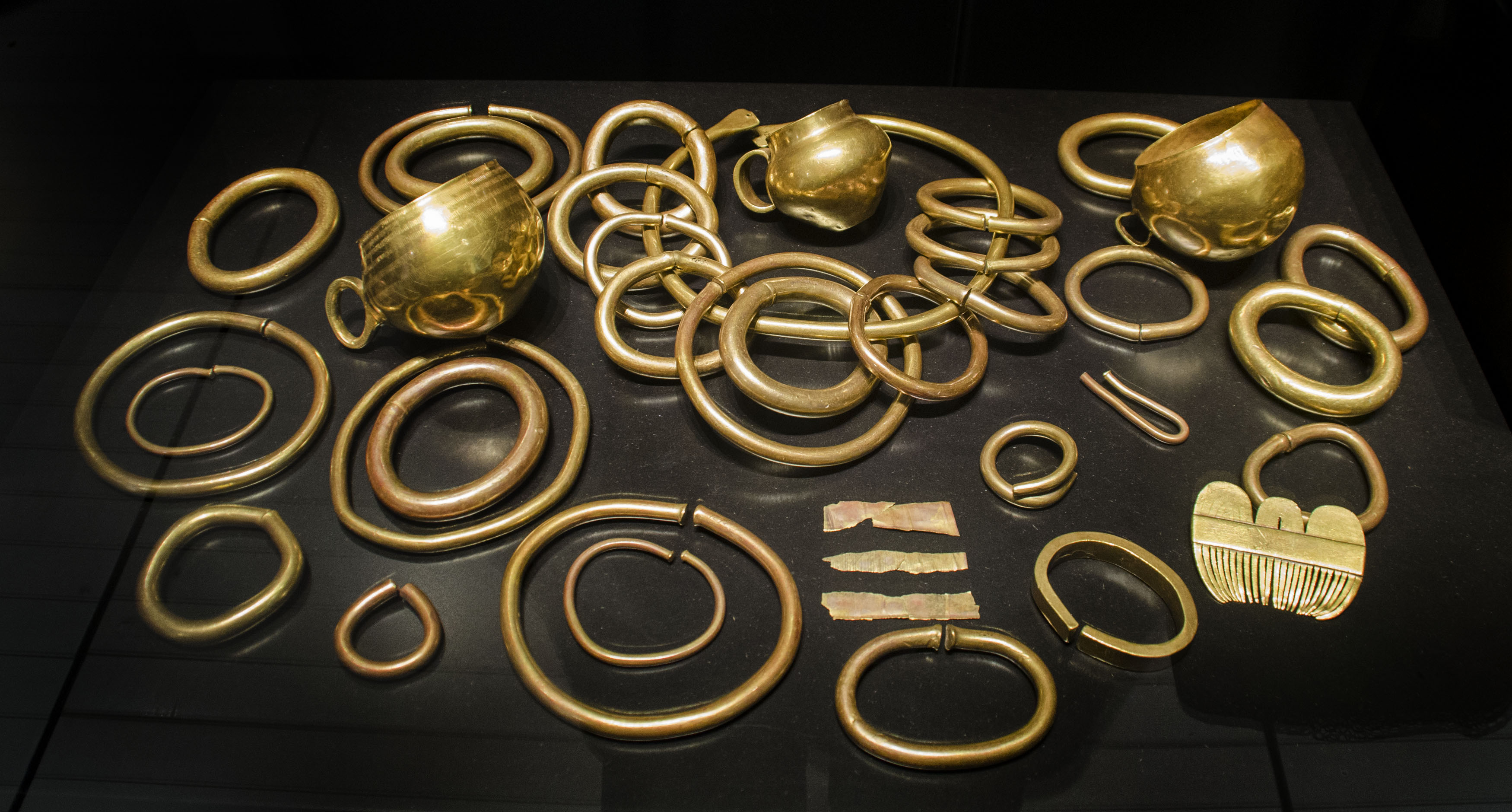
Goldschatz von Caldas de Reis

Das Museo de Pontevedra ist ein über mehrere Gebäude der Stadt Pontevedra in Galicien im Nordwesten Spaniens verteiltes Provinzialmuseum, in welchem aber auch in geringem Umfang nationale und internationale Stücke gezeigt werden. Wesentliche Unterstützung erfährt das Museum durch die Archäologische Gesellschaft der Stadt (Sociedad Arqueológica de Pontevedra).

## Geschichte
Das Museum wurde im Jahr 1927 von der Diputación Provincial de Pontevedra initiiert und zwei Jahre später eröffnet. Im Lauf der Zeit führten Ankäufe, Schenkungen, Stiftungen und Leihgaben zu einer Vergrößerung der Zahl der Exponate und damit einer Erhöhung des Bedarfs an Ausstellungsflächen und deren Verteilung auf mehrere Gebäude, wobei Themen wie Archäologie, Malerei u. a. auf verschiedene Gebäude verteilt sind.

## Gebäude
- Ursprüngliches Museumsgebäude war das dreigeschossige, aus dem Jahr 1760 stammende Edificio de Castro Monteagudo an der (Praza da Leña), in dem vorgeschichtliche und antike Fundstücke ihren Platz finden. Zu den gezeigten Exponaten gehören der Goldschatz von Caldas de Reis sowie römische Reliefs etc.
- In den Ruinen eines gotischen Dominikaner-Klosters (Ruínas de San Domingos) aus dem 13. Jahrhundert, die im Jahr 1895 zum Monumento Nacional erklärt wurden, werden hauptsächlich mittelalterliche Skulpturen (Figuren, Kapitelle etc.) gezeigt.
- Das zweigeschossige Edificio García Flórez (Ecke Rúa Sarmiento und Rúa Pasantería) ist ein prächtiges Gebäude mit steinernem Wappenschild und einem Portikus im Erdgeschoss; es wurde für das Museum erworben und im Jahr 1943 eröffnet.
- Das Edificio Fernández López ist ein Neubau der Jahre 1962 bis 1965.
- Das zweigeschossige Edificio Sarmiento gehörte ursprünglich dem Jesuitenorden und diente nach dessen Vertreibung im Jahr 1767 als Schule und als Tuchfabrik.
- Das Edificio Castelao ist ein Neubau der Jahre 2004 bis 2007. Es präsentiert eine Dauerausstellung moderner Kunst, aber auch Wechselausstellungen finden statt.